# 스트라이프 (기업)
스트라이프(Stripe, Inc.)는 미국 캘리포니아주 사우스 샌프란시스코와 아일랜드 더블린에 본사를 두고 있는 아일랜드계 미국인 다국적 금융 서비스 및 SaaS(서비스형 소프트웨어) 회사이다. 이 회사는 주로 전자 상거래 웹사이트와 모바일 애플리케이션을 위한 결제 처리 소프트웨어와 애플리케이션 프로그래밍 인터페이스를 제공한다.

## 같이 보기
- 전자 상거래
- 전자지급결제대행서비스
- 결제 서비스 제공자
- 서브스크립션 커머스